# Grammostola mollicoma
Grammostola mollicoma (o G. pulchra) es una especie de araña migalomorfa de la familia Theraphosidae; es una tarántula de gran tamaño cuyo cuerpo generalmente mide entre 5 y 8 cm sin contar las patas y está densamente cubierto de pelos negros.
Es una tarántula no muy agresiva, aunque los machos tienden a ser más agresivos que las hembras. Es un tipo de tarántula muy longevo, habiendo algunas hembras llegado a vivir hasta 30 años en cautiverio.

## Ubicación
Es exclusiva de América del Sur, pudiéndose encontrar en Uruguay, Brasil, Argentina, Chile y Paraguay, aunque los lugares con mayor cantidad son al norte de Uruguay y al sur de Brasil. Vive en las sierras, donde hace cuevas bajo las piedras.

## Alimentación
Los machos, algo menores que las hembras, se alimentan de grillos, saltamontes, cucarachas, lombrices, etc. Las hembras, mayores, se alimentan de cualquier tipo de insecto, reptiles pequeños y ratones de campo.

## Mascota
No está prohibido en la mayoría de países donde habita la comercialización de ejemplares autóctonos, ya que su número, como el de la mayoría de los depredadores "top" no es grande, y colectarlos del campo afecta la ecología del ambiente asociado. Tampoco se consiguen fácilmente en tiendas, por el hecho de que su reproducción en cautiverio no es sencilla. De contar con una pareja en edad reproductiva, hay que salvar el escollo de que al nacer las crías, es una nube de pequeñísimas arañas que saltarán casi seguramente cualquier barrera de seguridad, como los orificios de respiración de los terrarios. Otro detalle a tener en cuenta, es que es una especie depredadora que caza a sus presas, en amplios terrenos circundantes a su nido, ningún terrario doméstico contará con las condiciones suficientes para su desarrollo natural y sano. Se debe evitar considerarla una especie domesticable.
Puede ser agresiva y sus vellos son urticantes. 
Se recomienda colocar a las hembras de gran tamaño en terrarios amplios para que puedan moverse con libertad, con un suelo de entre 3 y 5 cm. Aunque se les puede alimentar con cualquier tipo de insecto doméstico, es preferible adquirir tenebrios, zofobas, grillos o cucarachas en tiendas especializadas.